# Maria Teresa Chojnacka

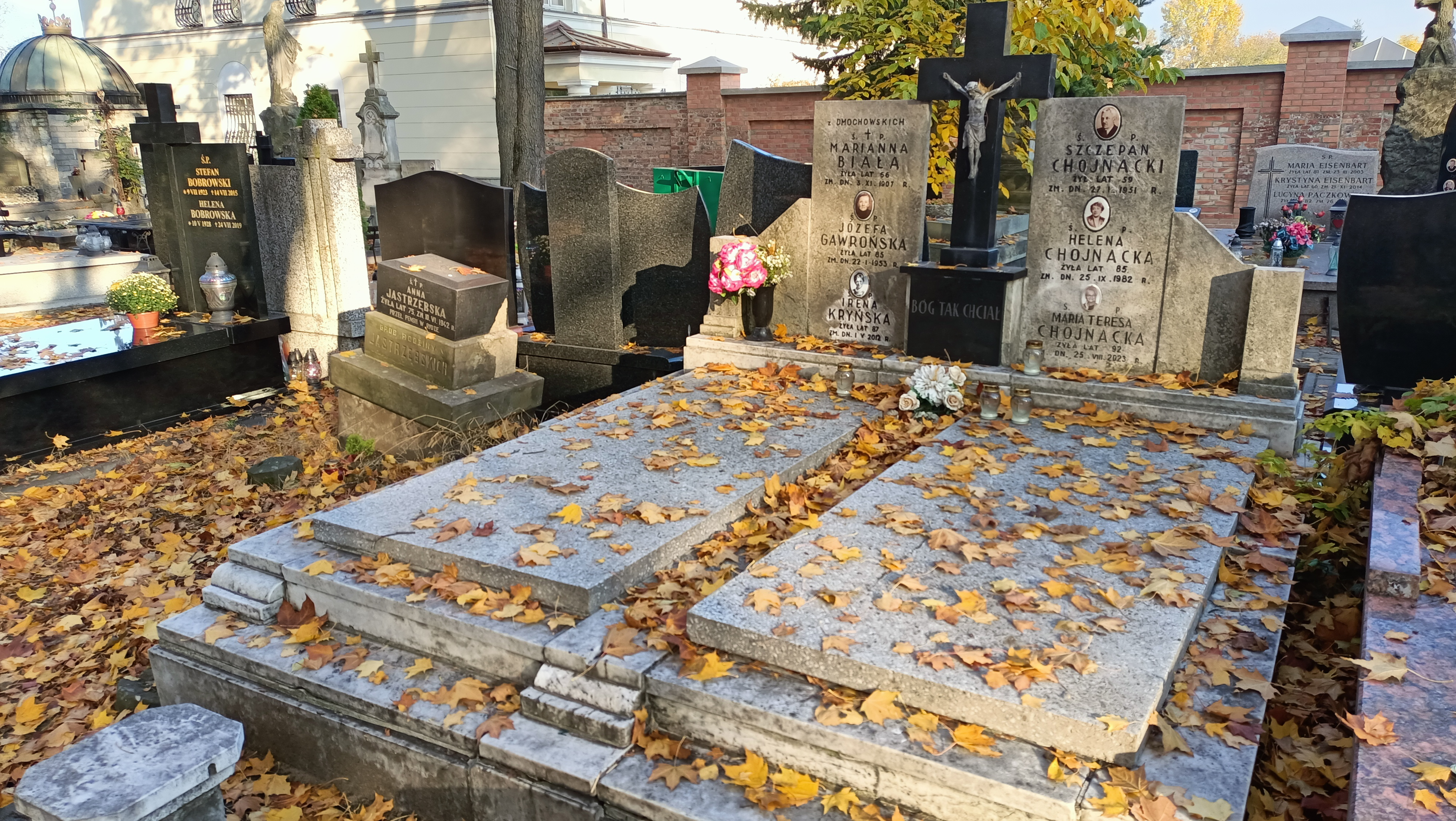
Grób Marii Teresy Chojnackiej na cmentarzu Bródnowskim w Warszawie

Maria Teresa Chojnacka, także Maria Chojnacka-Gontarska (ur. 14 czerwca 1931 w Warszawie, zm. 25 sierpnia 2023) – polska artystka, twórczyni tkaniny artystycznej, reprezentantka tzw. „polskiej szkoły tkaniny”.

## Życiorys i twórczość
Studiowała początkowo w Państwowej Wyższej Szkole Sztuk Plastycznych w Sopocie (1950–1951), później, w latach 1951–1955 na Akademii Sztuk Pięknych w Warszawie. Uczęszczała na zajęcia na Wydziale Tkaniny pod kierunkiem prof. Eleonory Plutyńskiej i prof. Anny Śledziewskiej, a także w pracowni malarstwa u prof. Aleksandra Kobzdeja. Dyplom uzyskała w 1956.
W latach 1963–1967 pełniła funkcję kierownika artystycznego w cepeliowskiej spółdzielni „Świdry Wielkie” w Otwocku, gdzie pracowała nad regionalnymi tkaninami kołbielskimi. Zajmowała się nimi także w ramach współpracy z Instytutem Wzornictwa Przemysłowego (okres 1964–1968), sporządzając ich opis etnograficzny. Dla IWP badała również możliwości wykorzystania wrodzonych talentów tkaczek wiejskich na potrzeby wzornictwa przemysłowego. W tym okresie uzupełniła edukację, kończąc podyplomowe Studium Etnograficzne u prof. Jadwigi Klimaszewskiej na Uniwersytecie Mikołaja Kopernika w Toruniu (1967–1968).
Chojnacka uprawia tkaninę artystyczną w licznych odmianach; w jej dorobku znajdują się kilimy, gobeliny, sumaki, tkaniny jedno- i wielonicielnicowe, a także żakardowe. W 1969 na II Biennale Tkaniny Artystycznej w Lozannie zaprezentowała wykonaną z surowego włókna sizalowego pracę Mat królowi, w której pola szachownicowej kompozycji wypełniła splotami sumakowymi, nadając tkaninie charakter reliefowy i uzyskując, dzięki grze światła na różnego rodzaju splotach, wrażenie barwności i dynamiki. Na V Biennale w Lozannie w 1971 zaprezentowała pracę Dźwięk, gdzie zadaniem efektów fakturowych było odwzorowywać wrażenia muzyczne w warstwie wizualnej. Dźwięk reprezentuje cykl prac o zbliżonej tematyce, do którego należą również m.in. Crescendo i Diminuendo.
Innym źródłem inspiracji jest krajobraz, szczególnie morski, na co wskazują takie prace jak dyplomowe Dno morskie czy Diuny, nagrodzone w 1985 roku srebrnym medalem na V Triennale Tkaniny Artystycznej w Łodzi. Chojnacka jest też autorką cyklu tkanin pisanych, w których tekst przybrał charakter ornamentu, a same litery miały charakter fakturowy. Pierwszą pracą tego typu była tkanina Za Wolność Naszą i Waszą.
Chojnacka tworzyła także miniatury tkackie, wpisując się w rodzący się w latach 70. XX w. trend, będący reakcją na monumentalizm gobelinów. Przedstawiała je m.in. w 1976 na II edycji International Exhibition of Miniature Textils – poświęconej miniaturom imprezy w Londynie, gdzie prezentowano prace o rozmiarze 20×20 cm. Zbiór takich obiektów, wykonanych w technice dwuosnowowej, artystka ofiarowała Muzeum Miejskiemu w Nowej Soli. Inne prace artystki znajdują się m.in. w zbiorach Muzeum Narodowego w Warszawie, Centralnego Muzeum Włókiennictwa w Łodzi, Muzeum Historycznego m. st. Warszawy, Muzeum Okręgowego we Włocławku, Muzeum Pomorza Środkowego w Słupsku, Muzeum Sztuki Dekoracyjnej w Pradze, Muzeum Wojska Polskiego w Warszawie, Zamku Książąt Pomorskich w Szczecinie.
Do najważniejszych sukcesów Chojnackiej należy zwycięstwo w międzynarodowym konkursie na projekt tkaniny o pow. 140m² do foyer teatru w Biberach (1977). Monumentalną kompozycję, przedstawiającą zgeometryzowany las prześwietlony słońcem, wykonała osobiście rok później, wykorzystując ponad pięćdziesiąt rodzajów splotów, często własnego pomysłu. Praca przyniosła jej nagrodę specjalną od władz miasta za terminowe wykonanie i osobisty wkład pracy. Artystka pozostała związana z Biberach, prowadząc w latach 1979–1987 kursy z technik tkackich w miejscowej szkole wyższej.
Prace Chojnackiej zawierają wzorcowe rozwiązania fakturalne charakterystyczne dla nurtu reliefowego w obrębie polskiej szkoły tkaniny. Zdaniem Ireny Huml można porównywać twórczość artystki z dorobkiem rumuńskich twórców Ritzi Jacobi i Petera Jacobi, a dzieła tworzone w technice makramy z dorobkiem hiszpańskiej artystki Aurèlii Muñoz.
W 2023 roku została laureatką Złotego  Medalu „Zasłużony Kulturze Gloria Artis”. Pochowana na cmentarzu Bródnowskim w Warszawie (kwatera 2A-4-27).

## Nagrody i odznaczenia
- 1954 – wyróżnienie za tkaninę podwójną, Akademia Sztuk Pięknych w Warszawie
- 1964 – III nagroda w konkursie Cepelii Siedem wieków Warszawy
- 1965 – I nagroda za tkaniny kołbielskie i wyróżnienie za tkaninę firankową w konkursie z okazji XV-lecia Cepelii
- 1966 – Nagroda Specjalna Związku Spółdzielni Przemysłu Ludowego i Artystycznego „Cepelia”
- 1967 – wyróżnienie za krajkę kołbielską w konkursie ŁADu
- 1967 – I nagroda za całokształt pracy twórczej, Wystawa Tkanin Ludowych, Warszawa
- 1967 – III nagroda za narzuty kołbielskie, Wystawa Tkanin Ludowych, Warszawa
- 1968 – wyróżnienie na III Festiwalu Sztuk Pięknych, Warszawa
- 1970 – Srebrny medal na III Festiwalu Sztuk Pięknych, Warszawa
- 1972 – medal ZPAP na I Ogólnopolskim Triennale Tkaniny Unikatowej, Łódź
- 1972 – Złoty medal na IV Festiwalu Sztuk Pięknych, Warszawa
- 1973 – Srebrny medal na wystawie Artyści plastycy w kręgu Cepelii, Warszawa
- 1974 – II nagroda na I Międzynarodowym Kwadriennale Rzemiosł Artystycznych, Erfurt
- 1975 – medal ZPAP na II Międzynarodowym Triennale Tkaniny, Łódź
- 1977 – I nagroda w Międzynarodowym Konkursie na Tkaninę, Biberach/Ris
- 1980 – wyróżnienie na wystawie Portret wojska, Warszawa
- 1980 – Brązowy medal „Za Zasługi dla Obronności Kraju”
- 1985 – Srebrny medal „Za Zasługi dla Obronności Kraju”
- 1985 – Srebrny medal na V Międzynarodowym Triennale Tkaniny, Łódź
- 2023 – Złoty Medal „Zasłużony Kulturze Gloria Artis"

Źródło.